# Crișan, Hunedoara

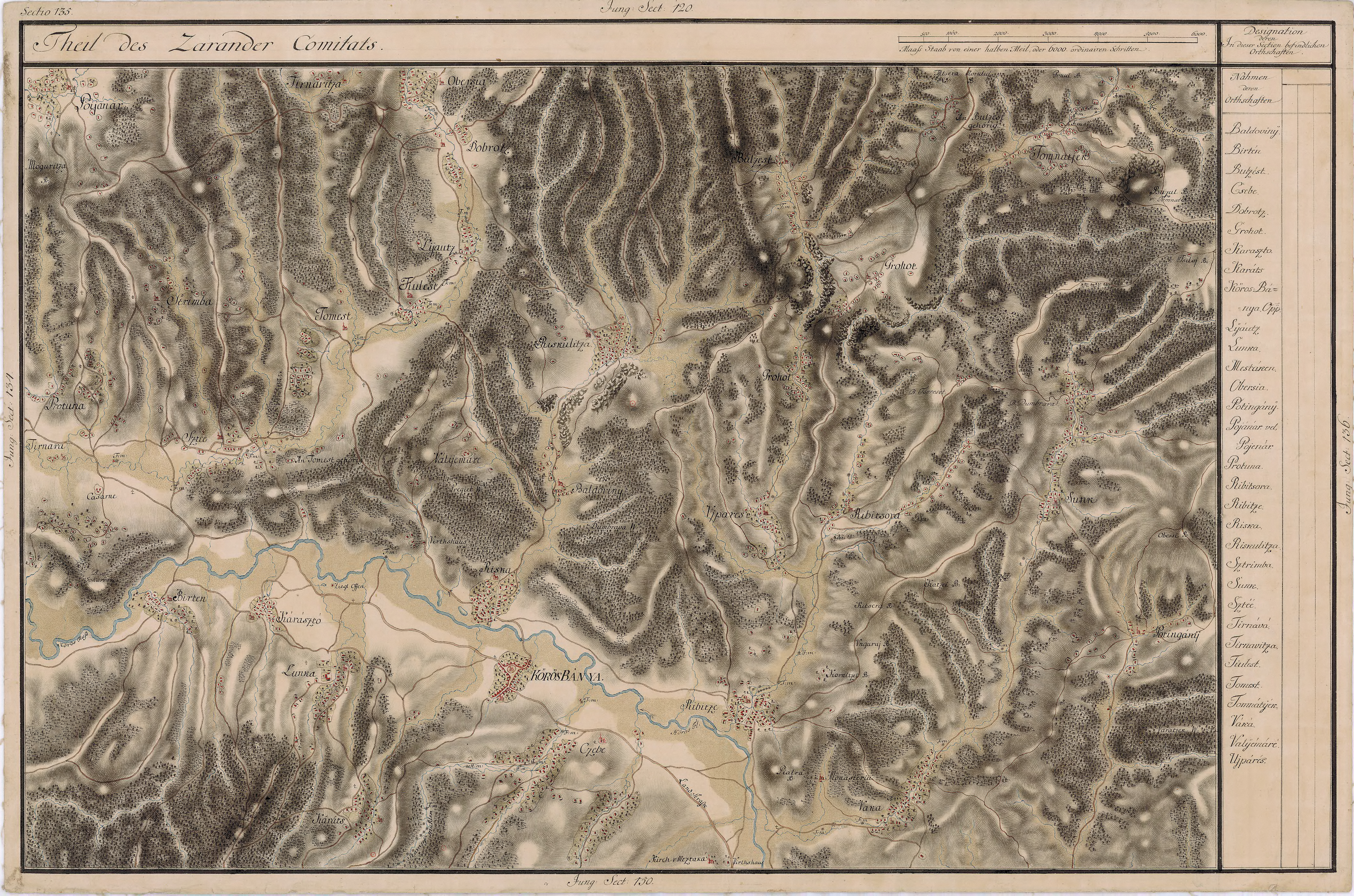
Crișan în Harta Iosefină a Transilvaniei, 1769-73

Crișan (în trecut  Vaca ) este un sat în comuna Ribița din județul Hunedoara, Transilvania, România.
Localitatea Crișan este situată în partea de nord a județului Hunedoara.

## Lăcașuri de cult
- În trecut aici a existat o mănăstire, [2] care a fost reînființată după 1992. [3]
- Biserica „Adormirea Maicii Domnului”

## Personalități
- Crișan (Gheorghe Crișan) (1732–1785), lider împreună cu (Horea și Cloșca) al răscoalei din Transilvania din 1784.
- Dimitrian Laurențiu Viorel Brana (1907–1998), diplomat, profesor geolog renumit, a luptat în războiul din Răsărit, primind mai multe distincții militare; în 1955 este condamnat la 20 de ani de temniță pentru „uneltire contra ordinii sociale”. Este eliberat în 1964.[4][5]
- Vlaicu Bârna (1913–1999), poet, romancier, memorialist, critic literar și traducător român.

## Monumente istorice
- Casa memorială Crișan (Marcu Giurgiu)